# Lisa Schmidla
Lisa Schmidla (Krefeld, 5 de junio de 1991) es una deportista alemana que compitió en remo.
Participó en los Juegos Olímpicos de Río de Janeiro 2016, obteniendo una medalla de oro en la prueba de cuatro scull.
Ganó dos medallas en el Campeonato Mundial de Remo, en los años 2014 y 2015, y dos medallas de oro en el Campeonato Europeo de Remo, en los años 2015 y 2016.

## Palmarés internacional
| Juegos Olímpicos   | Juegos Olímpicos         | Juegos Olímpicos | Juegos Olímpicos |
| Año                | Lugar                    | Medalla          | Prueba           |
| ------------------ | ------------------------ | ---------------- | ---------------- |
| 2016               | Río de Janeiro (Brasil)  | Medalla de oro   | Cuatro scull     |
| Campeonato Mundial |                          |                  |                  |
| Año                | Lugar                    | Medalla          | Prueba           |
| 2014               | Ámsterdam (Países Bajos) | Medalla de oro   | Cuatro scull     |
| 2015               | Aiguebelette (Francia)   | Medalla de plata | Cuatro scull     |
| Campeonato Europeo |                          |                  |                  |
| Año                | Lugar                    | Medalla          | Prueba           |
| 2015               | Poznań (Polonia)         | Medalla de oro   | Cuatro scull     |
| 2016               | Brandeburgo (Alemania)   | Medalla de oro   | Cuatro scull     |